# Cercopis nyassae
Cercopis nyassae är en insektsart som först beskrevs av William Lucas Distant 1878.  Cercopis nyassae ingår i släktet Cercopis och familjen spottstritar. Inga underarter finns listade i Catalogue of Life.